# Gechi
Gechi (russisch Гехи; tschetschenisch ГихтӀа) ist ein Dorf (selo) in der Republik Tschetschenien in Russland mit 11.744 Einwohnern (Stand 14. Oktober 2010).

## Geographie
Der Ort liegt am Nordrand des Großen Kaukasus etwa 25 km Luftlinie südwestlich der Republikhauptstadt Grosny am gleichnamigen Fluss Gechi, einem rechten Nebenfluss der Sunscha.
Gechi gehört zum Rajon Urus-Martanowski und befindet sich etwa 7 km nordwestlich von dessen Verwaltungszentrum Urus-Martan. Das Dorf ist Sitz und einzige Ortschaft der Landgemeinde Gechinskoje selskoje posselenije.

## Geschichte
Das Gründungsjahr des Dorfes ist unbekannt. Es wurde im Zusammenhang mit der Zerstörung der tschetschenischen Aule Urus-Martan, Goity und Gechi durch russische Truppen im Januar 1825, während des Kaukasuskrieges von 1817 bis 1864, erwähnt. In der Periode der Deportation der tschetschenischen Bevölkerung von 1944 bis 1957 trug das Dorf den russischen Namen Blagodatnoje.

### Bevölkerungsentwicklung
| Jahr | Einwohner |
| ---- | --------- |
| 1970 | 7.617     |
| 1979 | 8.199     |
| 2002 | 9.693     |
| 2010 | 11.744    |

Anmerkung: Volkszählungsdaten

## Verkehr
Gechi liegt an der von Assinowskaja über Atschchoi-Martan – Katar-Jurt kommenden und weiter über Urus-Martan und Goity nach Staryje Atagi führenden Regionalstraße. Von Gechi nach Norden führt eine Querverbindung zur etwa 7 km nördlich parallel verlaufenden föderalen Fernstraße R217 Kawkas (ehemals M29), die Pawlowskaja in der Region Krasnodar entlang dem Kaukasusnordrand mit der aserbaidschanischen Grenze verbindet. Von Gechi nach Süden und Südweststraßen führen Regionalstraßen zu den Dörfern Gechi-Tschu und Schalaschi.